# Evergestis lupalis
Evergestis lupalis ist ein Schmetterling aus der Familie der Crambiden (Crambidae).

## Merkmale
Die Falter erreichen eine Flügelspannweite von 26 bis 33 Millimeter. Die Vorderflügel sind weißlich und stark mit dunklen Schuppen durchsetzt. Antemedian- und Postmedianlinie verlaufen mehr oder weniger parallel zum Flügelaußenrand. Sie sind weiß und gezähnt, die Antemedianlinie verläuft unregelmäßiger. Beide sind zum Mittelfeld hin dunkel gerandet. Die Postmedianlinie ist zur Costalader hin gewinkelt und leicht verdickt. Die Subterminallinie ist unvollständig und weniger deutlich. Die doppelt angelegten Diskalflecke sind ebenfalls undeutlich. Der Flügelaußenrand ist weiß und mit einer Reihe miteinander verbundener, dunkler Mondflecke gezeichnet. Die Fransenschuppen sind in der basalen Hälfte dunkel, in der äußeren Hälfte sind sie außen weiß und werden nach innen dunkler. An den Aderenden befindet sich jeweils ein schmaler weißer Strich. Die Hinterflügel sind weißlich und stark dunkelbraun schattiert. Die Zeichnung besteht aus einer gebogenen, schwach gezähnten Postmedianlinie und einer kurzen dunklen Linie in der Subterminalregion. Das erste Drittel der Fransenschuppen ist weiß. Die Flügelunterseiten sind schmutzig weiß, wobei die Vorderflügel etwas dunkler und mit einer S-förmigen weißen Postmedianlinie und einem dunklen Diskalfleck gezeichnet sind. Auf den Hinterflügeln befinden sich eine gleichmäßig gekrümmte, dunkle Postmedianlinie, die distal breit weiß gerandet ist und ein kleiner schwacher Diskalfleck.
Bei der Unterart E. l. poecilalis sind die Basal-, Medial- und Terminalregionen fahl bläulich grau, mit braunen Schuppen gesprenkelt und schwarz gefleckt. Die Antemdianlinie ist weiß, medial hellbraun getönt und schwarz gefleckt. Sie ist vom Basalfleck und der Medianlinie durch einen stark gezähnten schwarzen Rand getrennt. Distal zur Medianlinie befindet sich ein ziemlich breites, weißes Band mit gezähnten Rändern, das sich distal zu einem hellbraunen, schwarz gesprenkeltem Bereich verdunkelt. Die Subterminallinie ist unregelmäßig gezähnt und unterbrochen, die Terminallinie ist schwarz und zwischen den Aderenden gelappt. Der Diskalfleck ist nierenförmig und schwarz umrandet, er kann unterschiedlich stark ausgeprägt sein. Die Fransenschuppen sind weiß und haben in der Mitte einen breiten braunen Bereich, der durch deutliche weiße Striche an den Aderenden unterbrochen wird. Die Hinterflügel sind grauweiß und entlang der Adern und zum Flügelaußenrand hin hell lilabraun getönt. Die Postmedianlinie ist gezähnt und unvollständig. Die Terminallinie ist nur angedeutet. Die Fransenschuppen sind an der Basis fahl gelbbraun, in der Mitte braun und an der Spitze weiß. Die Flügelunterseite ist weiß und vor allem in der distalen Hälfte stark gelbbraun bis braun verdunkelt. Die Querlinien und der Diskalfleck sind deutlich ausgeprägt.
Bei den Männchen ist der Uncus gebogen und hat eine stumpfe Spitze mit spärlichen, rückwärts gerichteten, haarartigen Borsten. Der Schaft des Gnathos hat etwa den doppelten Durchmesser des Uncus-Schafts. Der Apex läuft stumpf zu und ist mit einem Fleck aus 18 unregelmäßigen, rückwärts gerichteten Zähnen versehen, die in drei Reihen angeordnet sind. Die Valven sind an der Basis rundlich und nahezu parallelwandig. Die Spitze verläuft abgeschrägt und ist rundlich. Der Aedeagus ist ziemlich kurz und dick und besitzt zwei nebeneinander liegende, längliche Cornuti-Gruppen sowie distal ein Paar schmaler, bürstenartiger Kissen.
Bei den Weibchen ist das Corpus bursae unregelmäßig eiförmig und mit einem kleinen Signum versehen. Der Ductus bursae ist an der Verbindungsstelle zum Corpus bursae geweitet. Er verjüngt sich außerdem vor dem Colliculum.

### Ähnliche Arten
E. l. lupalis ähnelt Evergestis sophialis, hat aber schmalere Flügel und eine dunkle bräunliche Färbung. Die Querlinien auf den Vorderflügeln sind gerader und weniger stark gezähnt. Die Unterart E. l. poecilalis ist unverwechselbar.

## Verbreitung
Evergestis lupalis ist in Spanien beheimatet. Die Nominatform E. l. lupalis kommt in der Sierra Nevada vor, in der Sierra de Gredos findet man dagegen die Unterart E. l. poecilalis.

## Biologie
Die Präimaginalstadien sind unbekannt. Die Falter fliegen im Juli. Sie sind nachtaktiv und kommen ans Licht. Ruhende Falter halten die Flügel flach an den Untergrund, wie es beispielsweise auch Spanner der Gattung Thera tun.

## Belege
1. 1 2 3 4 5 6 7  Barry Goater, Matthias Nuss, Wolfgang Speidel: Pyraloidea I (Crambidae, Acentropinae, Evergestinae, Heliothelinae, Schoenobiinae, Scopariinae). In: P. Huemer, O. Karsholt, L. Lyneborg (Hrsg.): Microlepidoptera of Europe. 1. Auflage. Band 4. Apollo Books, Stenstrup 2005, ISBN 87-88757-33-1, S. 72 (englisch).